# Поліцейське право
Поліцейське право — галузь права і наукова дисципліна. Сформувалося у 2-й половині 18 ст. у Пруссії, а потім в інших європейських країнах. Предметом науки поліцейського права було внутрішнє управління. Зміст і методи цієї науки не отримали точного визначення: німецькі юристи називали її «наукою поліції» (Р. фон Моль), російські — «поліцейським правом» (І. Ю. Андрієвський), французькі (Н. Деламар, Ж. Пеше, Ж. Імберт) — «адміністративним правом». Л. Штейн (Німеччина) дав їй назву «наука внутрішнього управління».
Навчальний курс поліцейського права (а після прийняття Конституції 1905 — адміністративного права) в Російській імперії починався як дві окремі дисципліни — «закони благоустрою» та «закони благочиння».